# Países Baixos (região)

Os Países Baixos (holandês: de Lage Landen, francês: les Pays-Bas) são uma região costeira da Europa ocidental que consiste principalmente da maior parte dos territórios dos Países Baixos e da Bélgica, além das regiões dos deltas dos rios Reno, Escalda e Mosa, regiões essas muito baixas e que em boa medida se encontram abaixo do nível do mar. O termo não é comum no contexto moderno porque a região não corresponde exatamente aos estados soberanos da Bélgica, Países Baixos e Luxemburgo, para os quais após a Segunda Guerra Mundial um termo alternativo foi aplicado, Benelux.

Benelux

Antes da formação dos países durante Idade Moderna, os Países Baixos se referiam a uma ampla área estendendo-se aproximadamente de Dunquerque e Gravelines, na França, como pontos mais a sudoeste, até a região de Schleswig-Holstein, na Alemanha, como limite a nordeste; do estuário do Escalda, ao sul, até a Frísia no norte.
Os Países Baixos foram o cenário das primeiras cidades setentrionais, construídas a partir do desenvolvimento de antigos centros, que marcaram o novo despertar da Europa no século XII. Nessa época, tornaram-se uma das regiões mais densamente povoadas da Europa, juntamente com o norte da Península Itálica.
Trata-se não de uma região homogênea, mas de um conjunto de regiões diversas que compartilham entre si um grande número de similaridades e laços:
- A maior parte dessas regiões era limitada pelo mar do Norte ou pelo Canal da Mancha. Aquelas que não tinham acesso ao mar eram ligadas política e economicamente às que tinham acesso, de forma a unir o litoral e o interior. Uma descrição poética também chama a região de "os Países Baixos do Mar".
- A maioria falava neerlandês médio, que mais tarde evoluiria para o neerlandês atual. No entanto, algumas regiões, como o Bispado de Liège, a  Flandre Romana (nas imediações de Cambrai, Lille, Tournai), a parte francófona do Brabante, perto de Nivelles, Mons e  Namur, onde a francês ou o valão era a língua dominante, são muitas vezes consideradas também como parte dos Países Baixos.
- A maioria deles dependia de um senhor ou conde apenas nominalmente, com as cidades efetivamente sendo governadas por corporações e conselhos e embora na teoria parte de um reino, sua interação com seus governantes era regulada por um conjunto rígido de liberdades descrevendo o que o reino poderia ou não esperar deles.
- Todos eles dependiam do comércio e da manufatura e encorajavam o livre fluxo de bens e especialistas.

De particular importância para as cidades era a manufatura e comércio de tecidos feitos de lã, a primeira indústria europeia. As cidades que cresceram ao redor desse comércio incluíam Liège, Leuven, Mechelen, Antuérpia, Bruxelas, Ypres, Gante e Utrecht, utilizando uma lista compilada por Henri Pirenne.
Em 1477 as propriedades burgúndias na região, os Países Baixos burgúndios passaram através da herdeira Maria da Borgonha para os Habsburgos. No século seguinte os Países Baixos correspondiam aproximadamente às Dezessete Províncias cobertas pela Sanção Pragmática de 1549 do imperador do Sacro Império Carlos V, que liberou as províncias de suas arcaicas obrigações feudais. Depois que as Dezessete Províncias declararam sua independência da Espanha dos Habsburgos, as províncias dos Países Baixos Meridionais foram recapturadas (1581), e às vezes são chamadas de Países Baixos espanhóis.
Em 1713, após o Tratado de Utrecht seguiu-se a Guerra da Sucessão Espanhola, que levou a Espanha a ceder os Países Baixos espanhóis à Áustria, passando então a região a ser chamada de Países Baixos austríacos. O Reino Unido dos Países Baixos (1815-1830) uniu temporariamente os Países Baixos novamente.
Em português, a forma plural Países Baixos é usada atualmente para designar o país (no Brasil e em Portugal usa-se mais o termo Holanda), mas em neerlandês o plural foi abandonado, com o agradável efeito que se pode distinguir o atual país da antiga região. Então Nederland (singular) é a forma usada para denominar o país moderno e de Nerderlanden (plural) para os domínios de Carlos V.